# 皮瑟昂雷茨
皮瑟昂雷茨（法語：Puiseux-en-Retz）是法国皮卡第大区埃纳省的一个市镇，属于苏瓦松区维莱科特雷县。该市镇2009年时的人口为214人。

## 人口
皮瑟昂雷茨人口变化图示
| 数据来源：INSEE |